# 24-Stunden-Rennen von Le Mans 1931

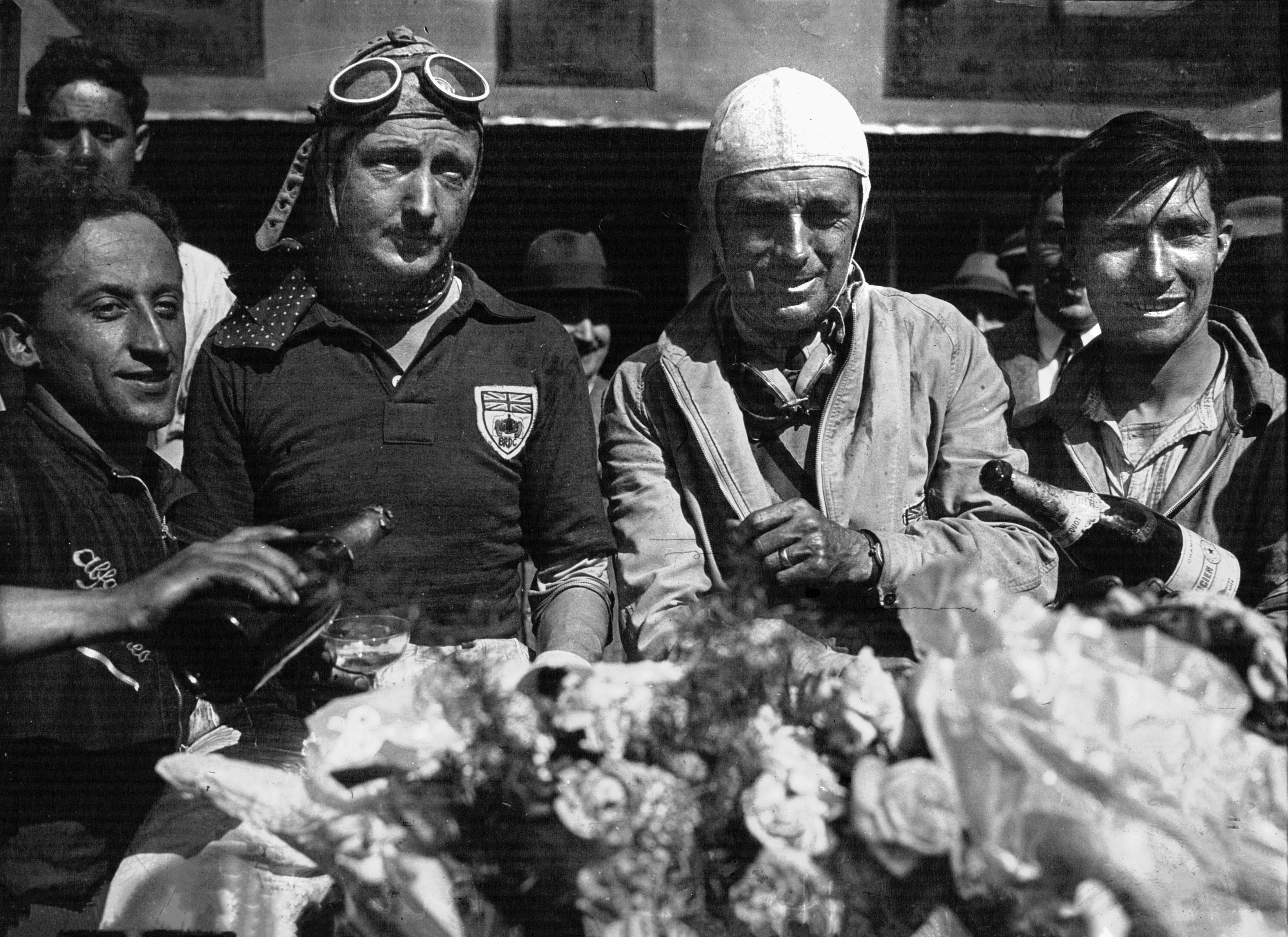
Die Sieger Tim Birkin und Earl Howe

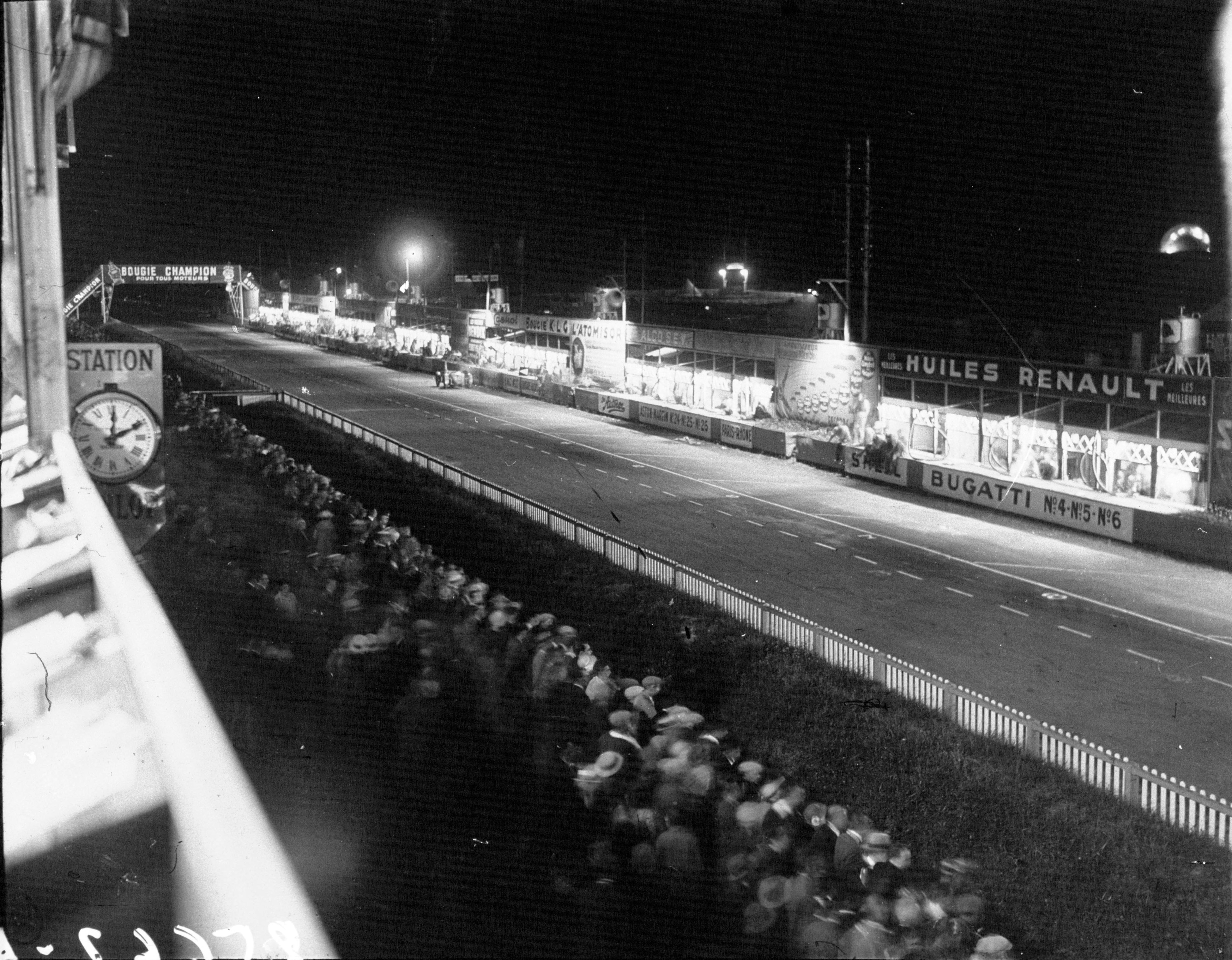
Die Boxenanlagen während der Nacht

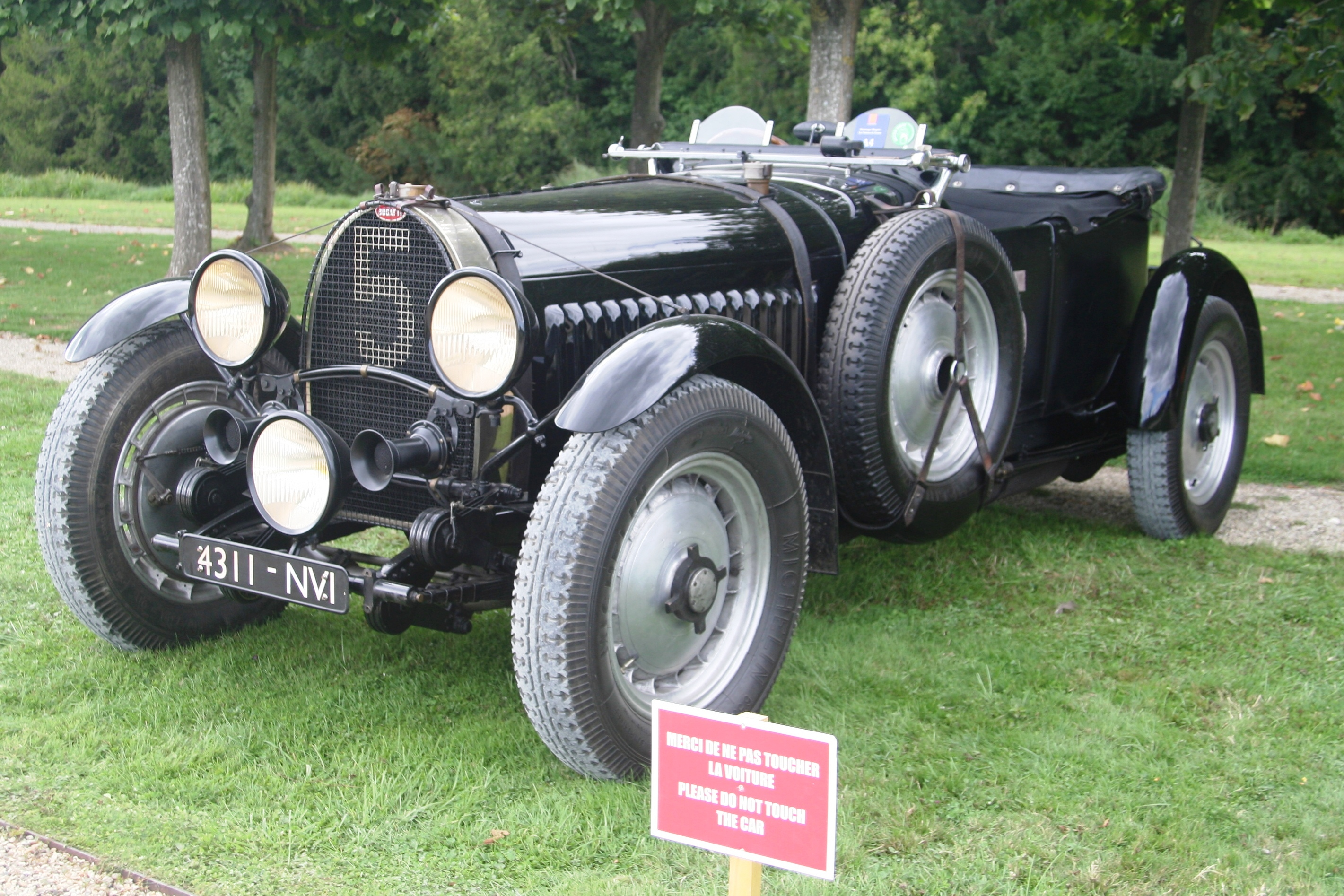
Der Bugatti Type 50 mit der Startnummer 5, den Ettore Bugatti nach dem Unfall von Caberto Conelli vom Rennen zurückzog

Das neunte 24-Stunden-Rennen von Le Mans, der 9e Grand Prix d’Endurance les 24 Heures du Mans, auch 24 Heures du Mans, Circuit de la Sarthe, Le Mans, fand vom 13. bis 14. Juni 1931 auf dem Circuit des 24 Heures bei Le Mans statt.

## Das Rennen

### Vor dem Rennstart
Nach den wenigen Startern 1930 kamen 1931 wieder mehr Teams nach Le Mans. Erstmals waren Werksteams von Bugatti und Alfa Romeo am Start. Mit dem Molsheimer Unternehmen beteiligte sich nach Jahren wieder ein französischer Automobilproduzent am Rennen, dem Chancen auf den Gesamtsieg zugebilligt wurden. In einem der drei Werks-Bugatti, teilten sich die beiden späteren Grand-Prix-Piloten Louis Chiron und Achille Varzi das Cockpit. Aus Großbritannien kamen zwei Talbots, die Außenseiterchancen auf den Sieg hatten. Auch die beiden britischen Marken Aston Martin und MG gaben ihr Debüt an der Sarthe. MG setzte bis zum Ende der 1930er-Jahre ab 1931 immer ein Damenteam beim 24-Stunden-Rennen ein. Mit Raymond Sommer gab ein weiterer Grand-Prix-Pilot sein Le-Mans-Debüt.

### Der Rennverlauf
Im Rennen hatten die Bugattis große Probleme mit den Michelin-Reifen. Schon im Training wurde klar, dass die weichen Mischungen der französischen Reifenmarke den schnellen Bugattis nicht gewachsen waren. Am Samstagabend hatte Caberto Conelli nach einem Reifenschaden dann einen schweren Unfall. Das Wrack des Bugatti Type 50S schleuderte in eine Zuschauergruppe, wobei ein Zuschauer den Tod fand. Nach Bekanntwerden der Tragödie zog Ettore Bugatti die beiden weiteren Wagen vom Rennen zurück. Das restliche Rennen wurden zu einem Duell der Alfa Romeos gegen den Mercedes-Benz von Boris Iwanowski und Henri Stoffel. Am Ende siegte der private Alfa Romeo 8C, von Earl Howe und Tim Birkin gefahren, die mit 3017,654 km erstmals die 3000-km-Marke in der Gesamtdistanz übertrafen.

## Ergebnisse

### Piloten nach Nationen
| 25 Franzosen | 20 Briten | 5 Italiener | 1 Monegasse | 1 Russe |

### Schlussklassement
| Pos.            | Klasse | Nr. | Team                         | Fahrer                                 | Chassis                       | Motor                              | Reifen | Runden |
| --------------- | ------ | --- | ---------------------------- | -------------------------------------- | ----------------------------- | ---------------------------------- | ------ | ------ |
| 1               | 3.0    | 16  | Earl Howe                    | Earl Howe Tim Birkin                   | Alfa Romeo 8C 2300 LM         | Alfa Romeo 2.3L Supercharged I8    | D      | 184    |
| 2               | 8.0    | 1   | Valerij Tatarinoff           | Boris Iwanowski Henri Stoffel          | Mercedes-Benz SSK             | Mercedes-Benz 7.1L Supercharged I6 | E      | 177    |
| 3               | 3.0    | 11  | Arthur Fox & Charles Nicholl | Tim Rose-Richards Owen Saunders-Davies | Talbot AV105                  | Talbot 3.0L I6                     | D      | 173    |
| 4               | 5.0    | 9   | Henri Trébor                 | Henri Trébor Louis Balart              | Lorraine Sport                | Lorraine-Dietrich 3.4L I6          | D      | 150    |
| 5               | 1.5    | 25  | Aston Martin Car Ltd.        | Augustus Bertelli Maurice Harvey       | Aston Martin 1½ International | Aston Martin 1.5L I4               | D      | 139    |
| 6               | 1.1    | 29  | Yves Giraud-Cabantous        | Just-Émile Vernet Fernand Vallon       | Caban Spéciale                | Ruby 1.1L I4                       | D      | 128    |
| Nicht klassiert |        |     |                              |                                        |                               |                                    |        |        |
| 7               | 750    | 31  | Sir Francis Samuelson        | Francis Samuelson Freddy Kindell       | MG C-Type Midget              | MG 0.7L Supercharged I4            | D      |        |
| Disqualifiziert |        |     |                              |                                        |                               |                                    |        |        |
| 8               | 1.1    | 27  | Charles de Ricou             | Gustave Duverne Robert Girod           | B.N.C. Type 527 Sport         | Ruby 1.1L I4                       | D      | 111    |
| 9               | 1.5    | 22  | Marguerite Mareuse           | Marguerite Mareuse Odette Siko         | Bugatti T40                   | Bugatti 1.5L I4                    | E      | 45     |
| Ausgefallen     |        |     |                              |                                        |                               |                                    |        |        |
| 10              | 3.0    | 10  | Arthur Fox & Charles Nicholl | Brian E. Lewis Johnny Hindmarsh        | Talbot AV105                  | Talbot 3.0L I6                     | D      | 132    |
| 11              | 1.5    | 26  | Aston Martin Car Ltd.        | Sammy Newsome Kenneth Peacock          | Aston Martin 1½ International | Aston Martin 1.5L I4               | D      | 126    |
| 12              | 1.5    | 24  | Aston Martin Car Ltd.        | Humphrey Cook Jack Bezzant             | Aston Martin 1½ International | Aston Martin 1.5L I4               | D      | 111    |
| 13              | 3.0    | 14  | Soc. Anon. Alfa Romeo        | Goffredo Zehender Attilio Marinoni     | Alfa Romeo 8C 2300 LM         | Alfa Romeo 2.3L I8                 | P      | 99     |
| 14              | 1.5    | 23  | Jean Sébilleau               | Jean Sébilleau Georges Delaroche       | Bugatti T40                   | Bugatti 1.5L I4                    | D      | 96     |
| 15              | 3.0    | 12  | Richard Ormonde Shuttleworth | Percy Hope-Johnstone Jack Bartlett     | Arrol-Aster 17/5              | Arrol-Aster 2.4L I6                | D      | 95     |
| 16              | 1.1    | 28  | Yves Giraud-Cabantous        | Roger Labric Yves Giraud-Cabantous     | Caban Spéciale                | Ruby 1.1L I4                       | D      | 89     |
| 17              | 1.1    | 30  | Christian Charier            | Christian Charier Camille Royer        | Lombard AL3                   | Lombard 1.1L I4                    | D      | 45     |
| 18              | 750    | 32  | Hon. Joan Chetwynd           | Joan Chetwynd Henry Stisted            | MG C-Type Midget              | MG 0.7L Supercharged I4            | D      | 30     |
| 19              | 5.0    | 7   | Antony Bevan                 | Antony Bevan Mike Couper               | Bentley Blower                | Bentley 4.4L I4                    | D      | 29     |
| 20              | 5.0    | 5   | Equipe Bugatti               | Albert Divo Guy Bouriat                | Bugatti Type 50S              | Bugatti 5.0L Supercharged I8       | M      | 26     |
| 21              | 5.0    | 4   | Equipe Bugatti               | Achille Varzi Louis Chiron             | Bugatti Type 50S              | Bugatti 5.0L Supercharged I8       | M      | 24     |
| 22              | 3.0    | 19  | Antoine Schumann             | Pierre Louis-Dreyfus Antoine Schumann  | Bugatti T43                   | Bugatti 2.3L I8                    | D      | 22     |
| 23              | 5.0    | 6   | Equipe Bugatti               | Caberto Conelli Maurice Rost           | Bugatti Type 50S              | Bugatti 4.9L Supercharged I8       | M      | 20     |
| 24              | 8.0    | 3   | Édouard Brisson              | Édouard Brisson Joseph Cattaneo        | Stutz Model M Blackhawk       | Stutz 5.3L Supercharged I8         | D      | 19     |
| 25              | 8.0    | 2   | Henri de Costier             | Henri de Costier Raymond Lussan        | Chrysler CG Imperial Eight    | Chrysler 6.3L I8                   | E      | 18     |
| 26              | 5.0    | 8   | Henri de Costier             | Raymond Sommer Jean Delemer            | Chrysler CD Eight             | Chrysler 4.6L I6                   | E      | 14     |
| Nicht gestartet |        |     |                              |                                        |                               |                                    |        |        |
| 27              | 3.0    | 15  | Soc. Anon. Alfa Romeo        | Giuseppe Campari Attilio Marinoni      | Alfa Romeo 8C 2300 LM         | Alfa Romeo 2.3L I8                 | P      | 1      |
| 28              | 3.0    | 10T | Arthur Fox & Charles Nicholl |                                        | Talbot AV105                  | Talbot 3.0L I6                     | D      | 2      |
| 29              | 3.0    | 16T | Earl Howe                    | Earl Howe Tim Birkin                   | Alfa Romeo 8C 2300 LM         | Alfa Romeo 2.3L Supercharged I8    | D      | 3      |

1 Motorschaden im Training
2 Trainingswagen
3 Trainingswagen

### Nur in der Meldeliste
Hier finden sich Teams, Fahrer und Fahrzeuge die ursprünglich für das Rennen gemeldet waren, aber aus den unterschiedlichsten Gründen daran nicht teilnahmen. 
| Pos. | Klasse | Nr. | Team                         | Fahrer | Chassis   | Motor         | Reifen |
| ---- | ------ | --- | ---------------------------- | ------ | --------- | ------------- | ------ |
| 30   | 1.5    | 20  | Société des Automobile Ariès |        | Ariès CB4 | Ariès 1.5L I4 |        |
| 31   | 1.5    | 21  | Société des Automobile Ariès |        | Ariès CB4 | Ariès 1.5L I4 |        |

### Biennale-Cup
| Pos. | Nr. | Fahrer                                 | Chassis               | Koeffizient | Platzierung im Gesamtklassement |
| ---- | --- | -------------------------------------- | --------------------- | ----------- | ------------------------------- |
| 1    | 16  | Earl Howe Tim Birkin                   | Alfa Romeo 8C 2300 LM | 1.260       | Gesamtsieg                      |
| 2    | 11  | Tim Rose-Richards Owen Saunders-Davies | Talbot AV105          | 1.190       | Rang 3                          |

### Index of Performance
| Pos. | Nr. | Fahrer                                 | Chassis                       | Koeffizient | Platzierung im Gesamtklassement |
| ---- | --- | -------------------------------------- | ----------------------------- | ----------- | ------------------------------- |
| 1    | 16  | Earl Howe Tim Birkin                   | Alfa Romeo 8C 2300 LM         | 1.260       | Gesamtsieg                      |
| 2    | 11  | Tim Rose-Richards Owen Saunders-Davies | Talbot AV105                  | 1.190       | Rang 3                          |
| 3    | 1   | Boris Iwanowski Henri Stoffel          | Mercedes-Benz SSK             | 1.120       | Rang 2                          |
| 4    | 9   | Henri Trébor Louis Balart              | Lorraine Sport                | 1.016       | Rang 4                          |
| 5    | 25  | Augustus Bertelli Maurice Harvey       | Aston Martin 1½ International | 1.015       | Rang 5                          |
| 6    | 29  | Just-Émile Vernet Fernand Vallon       | Caban Spéciale                | 1.002       | Rang 6                          |

### Klassensieger
| Klasse               | Fahrer            | Fahrer         | Fahrzeug                      | Platzierung im Gesamtklassement |
| -------------------- | ----------------- | -------------- | ----------------------------- | ------------------------------- |
| 7. Biennale Cup      | Earl Howe         | Tim Birkin     | Alfa Romeo 8C 2300 LM         | Gesamtsieg                      |
| Index of Performance | Earl Howe         | Tim Birkin     | Alfa Romeo 8C 2300 LM         | Gesamtsieg                      |
| 5001–8000 cm³        | Boris Iwanowski   | Henri Stoffel  | Mercedes-Benz SSK             | Rang 2                          |
| 2001–3000 cm³        | Earl Howe         | Tim Birkin     | Alfa Romeo 8C 2300 LM         | Gesamtsieg                      |
| 1101–1500 cm³        | Augustus Bertelli | Maurice Harvey | Aston Martin 1½ International | Rang 5                          |
| 751–1000 cm³         | Just-Emile Vernet | Fernand Vallon | Caban Spéciale                | Rang 6                          |

### Renndaten
- Gemeldet: 29
- Gestartet: 26
- Gewertet: 6
- Rennklassen: 6
- Zuschauer: unbekannt
- Ehrenstarter des Rennens: Georges Durand, Sekretär des Automobile Club de l’Ouest
- Wetter am Rennwochenende: sonnig, Regen in der Nacht
- Streckenlänge: 16,340 km
- Fahrzeit des Siegerteams: 24:00:00,000 Stunden
- Gesamtrunden des Siegerteams: 185
- Gesamtdistanz des Siegerteams: 3017,654 km
- Siegerschnitt: 125,735 km/h
- Pole Position: unbekannt
- Schnellste Rennrunde: Boris Ivanowski – Mercedes-Benz SSK (#1) – 7:03,000 = 139,234 km/h
- Rennserie: zählte zu keiner Rennserie